# (11956) Tamarakate
(11956) Tamarakate est un astéroïde de la ceinture principale.

## Description
(11956) Tamarakate est un astéroïde de la ceinture principale. Il fut découvert le 8 février 1994 à La Silla par Eric Walter Elst. Il présente une orbite caractérisée par un demi-grand axe de 2,30 UA, une excentricité de 0,11 et une inclinaison de 5,3° par rapport à l'écliptique.

## Compléments